# Kelly Blatz
Kelly Blatz (nome artístico de Kelly Steven Blatz, Burbank, Califórnia, 16 de Junho de 1987) é um ator norte-americano.
Blatz teve sua estreia como ator em The Oakley Seven, em 2006. Também fez uma papel no filme de terror Simon Says e apareceu na refilmagem de 2008 do filme Prom Night (2008). Ele se tornou conhecido por seu papel de protagonista na série Aaron Stone, do canal Disney XD. Blatz também canta em uma banda de rock de Los Angeles chamada Capra. Kelly também já namorou Blake Lively.

## Filmografia

### Filmes
| Ano  | Título           | Papel         | Notas     |
| ---- | ---------------- | ------------- | --------- |
| 2006 | The Oakley Seven | Zeke Guthrie  |           |
| 2006 | Simon Says       | Will          |           |
| 2008 | Prom Night       | Michael       |           |
| 2008 | From Within      | Dylan         |           |
| 2008 | Whore            | Rapper        |           |
| 2009 | April Showers    | Sean Ryan     |           |
| 2009 | Skyrunners       | Nick Burns    | Telefilme |
| 2012 | Lost Angeles     | Jared         |           |
| 2013 | Backmask         | Patrick       |           |
| 2013 | One Square Mile  | Drew Jacobs   |           |
| 2013 | One Heart        | Chase McClure |           |
| 2014 | 4 Minute Mile    | Drew Jacobs   |           |
| 2015 | Exeter           | Patrick       |           |

### Televisão
| Ano  | Título                | Papel                         | Notas                                            |
| ---- | --------------------- | ----------------------------- | ------------------------------------------------ |
| 2007 | Zoey 101              | Gene                          | Episódio: "Dance Contest"                        |
| 2009 | 90210                 | Max                           | Episódio: "Life's a Drag"                        |
| 2009 | Sonny With a Chance   | James Conroy                  | Episódio: "Sonny with a Chance of Dating"        |
| 2009 | Aaron Stone           | Charlie Landers / Aaron Stone | 35 episódios (2009-2010)                         |
| 2010 | Glory Daze            | Joel Harrington               | 10 episódios (2010-2011)                         |
| 2013 | Chicago Fire          | Oficial Elam Smith            | Episódio: "Let Her Go"                           |
| 2014 | Chicago P.D.          | Oficial Elam Smith            | Episódio: "Stepping Stone"                       |
| 2015 | NCIS                  | Oficial Kyle Friedgen         | Episódio: "Day in Court"                         |
| 2016 | Fear the Walking Dead | Brandon Luke                  | 4 episódios                                      |
| 2016 | Timeless              | John Wilkes Booth             | Episódio: "The Assassination of Abraham Lincoln" |